# Кубок Гордона Беннетта (авиация)

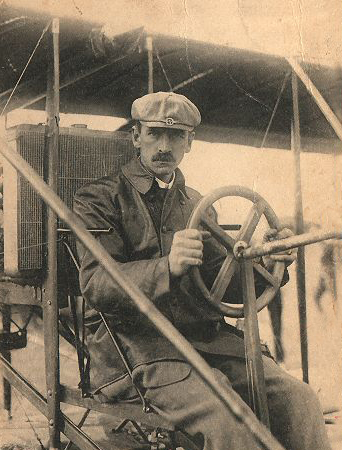
Гленн Кёртис, победитель первой гонки на Кубок Гордона Беннета, за штурвалом самолёта Curtiss No. 2

Кубок Гордона Беннетта (англ. The Gordon Bennett Aviation Trophy) — международные авиационные гонки на приз, учреждённый Гордоном Беннеттом, владельцем газеты New York Herald. Также Беннетт организовал под своим именем автомобильные гонки и соревнования на воздушных шарах.
Впервые кубок был разыгран в августе 1909 года в рамках Grande Semaine d'Aviation, проходившей в Реймсе, Франция. Участники соревновались на дистанции из двух кругов общей протяжённостью 10 км и стартовали раздельно. До начала Первой мировой войны трассу обозначали с помощью колонн, затем, из-за возросшей скорости самолётов, трасса прокладывалась между двумя пунктами.
По условиям гонок, также, как и в Кубке Шнейдера, следующие соревнования проводились в стране победившей команды. Трофей оставался в стране, чья команда побеждала три раза подряд. Таким образом, после победы Сади-Леконта (фр. Joseph Sadi-Lecointe)  в 1920 году кубок навсегда перешёл команде Aero Club de France.

## Победители соревнований
|      | Место проведения        | Победитель          | Тип самолёта          | Дистанция | Время             | Скорость    |
| ---- | ----------------------- | ------------------- | --------------------- | --------- | ----------------- | ----------- |
| 1909 | Реймс, Франция          | Гленн Кёртис        | Curtiss No. 2         | 20 км     | 15 мин 50,6 с     | 75,27 км/ч  |
| 1910 | Бельмонт-Парк, Нью-Йорк | Клод Грэм-Уайт      | Blériot XI            | 100 км    | 1 ч 1мин 4,74 с   | 98,23 км/ч  |
| 1911 | Истчёрч, Англия         | Чарльз Вайманн      | Nieuport II           | 150 км    | 1 ч 11 мин 36,2 с | 125,69 км/ч |
| 1912 | Чикаго, Иллинойс        | Жюль Ведрин         | Deperdussin Monocoque | 200 км    | 1 ч 10 мин 56 с   | 169,37 км/ч |
| 1913 | Реймс, Франция          | Морис Превос        | Deperdussin Monocoque | 200 км    | 59 мин 45,6 с     | 200,8 км/ч  |
| 1920 | Орлеан/Этамп            | Жозеф Сади-Леконт . | Nieuport 29           | 300 км    | 1 ч 6 мин 17,2 с  | 271,55 км/ч |

Соревнования 1914 года должны были пройти в Реймсе между 19 и 28 сентября, но были отменены из-за начала Первой мировой войны. В 1919 году соревнования не проводились.